# كناريون بالنسي
كناريون بالنسي (الاسم العلمي:Canarium balansae) هو نوع من النباتات يتبع جنس الكناريون من الفصيلة البخورية.